# Izbjeglica
Izbjeglica je pojam koji u najširem smislu označava svaku osobu koja je bila zbog rata, elementarne nepogode ili sličnih okolnosti bila prisiljena trajno ili na duži rok napustiti svoju domovinu ili prebivalište.
Od godine 1951., pojam izbjeglice je suzilo međunarodno pravo, odnosno Konvencija UN-a o statusu izbjeglica, koja kao izbjeglicu definira "osobu koja se nalazi izvan zemlje svog državljanstva i koja zbog osnovanog straha od proganjanja zbog rase, vjere, nacionalnosti, pripadnosti određenoj društvenoj grupi ili političkog uvjerenja ne želi ili se ne može staviti pod zaštitu te države".
Pojam izbjeglice i prognanika nije sasvim istoznačan. Izbjeglice (eng. escapees) su osobe koje svojevoljno napuštaju svoju zemlju, ali ne slobodnom voljom, nego pod pritiskom očekivanih budućih tlačenja ili straha od još većih tlačenja nego što su već doživjeli. Život ili kvaliteta života im je ugrožen, zbog čega ne mogu ili se ne žele vratiti u bliskoj budućnosti. Obično izbjeglice svoj odlazak smatraju privremenim i postoji namjera povratka čim se ukaže prigoda. Slični izbjeglicama su predbjeglice.

## Unutarnje poveznice
- Emigracija
- Azil
- Predbjeglica
- Iseljenik
- Raseljenik, raseljeni govornik
- Prebačeni govornik
- Premješteni govornik
- Interno raseljene osobe
- Raseljene osobe
- Naseljenik
- Povratnik
- Preseljenik
- Doseljenik
- Useljenik